# Bukowina (województwo pomorskie)
Bukowina (dodatkowa nazwa w j. kaszub. Bùkòwina; niem. Buckowin) – wieś kaszubska w Polsce położona na północno-zachodnim skraju Pojezierza Kaszubskiego i Kaszubskiego Parku Krajobrazowego w województwie pomorskim, w powiecie lęborskim, w gminie Cewice przy 214. W pobliskich Siemirowicach (na zachodzie) znajduje się lotnisko wojskowe. Na południe od Bukowiny znajduje się jezioro Kamienickie.
W latach 1975–1998 miejscowość administracyjnie należała do województwa słupskiego.

## Historia
Pierwsze wzmianki o osadzie pojawiły się w 1150 roku. Był to dawny dawny majątek szlachecki, do 1800 roku własność rodu Wejherów. W krypcie miejscowego, zabytkowego kościoła pochowani są jego przedstawiciele. Po wojnie dwór został zniszczony.

## Zabytki
Według rejestru zabytków NID na listę zabytków wpisany jest kościół szachulcowo-drewniany, nr rej.: A-266 z 9.12.1961. Posiada drewnianą wieżyczkę krytą hełmem czterospadowym przechodzącym w iglicę. Stoi na pagórku częściowo obwarowanym murem z ciosanego kamienia, otoczony starymi dębami i bukami. Jest to budowla ryglowa, orientowana, powstała w roku 1728. Świadczy o tym chorągiewka wiatrowskazu na wieży na wieży z datą i inicjałem "W". Zachodnia ściana oraz wieża osadzona na krytym gontem dachu obłożone są okładziną z desek. Wyposażenie kościoła pochodzi jeszcze z XVIII wieku, m.in. dwa świeczniki z 1795 roku.. ołtarz i znajdujący się w nim olejny obraz przedstawiający ukrzyżowanie. W posadzce widoczne są płyty nagrobne z epitafiami Wejherów z 1739 i 1743 roku. Na wieży wiszą dwa dzwony, jeden o średnicy 31 cm z 1740 r., drugi o średnicy 42 c z 1645 r. Obok znajduje się cmentarz, na którym zachowały się XIX-wieczne nagrobki i krzyże.

## Urodzeni w Bukowinie
- Edward L. Arndt (ur. 1864 roku w Bukowinie - zm. 1929 w Chinach) – polski emigrant osiedlony początkowo w Chicago, luterański misjonarz prowadzący pracę misyjną w Chinach[8].